# Raúl I de Brienne
Raúl I de Brienne (fallecido en 1344, en París) era el hijo de Juan II de Brienne, conde de Eu y Juana, condesa de Guînes.
Sucedió a su padre como conde de Eu en 1302, y su madre como conde de Guînes en 1332. En 1329, fue nombrado condestable de Francia, y también desempeñó el cargo de gobernador del Languedoc.
En 1315, se casó con Juana de Mello (m. 1351), señora de Lormes y Château-Chinon. Tuvieron tres hijos:
1. Raúl II de Brienne, conde de Eu y Guînes (m. 1350)
2. Juana (m. 1389, Sens), señora de Château-Chinon, casada primero en 1342/3 con Gualterio VI de Brienne, casada después en 1357 con Luis II de Évreux, conde de Étampes (1336–1400)
3. María, murió joven.

Murió en un torneo y lo sucedió su hijo Raúl.